# Ahmed Kerroum
Ahmed Kerroum (en arabe : أحمد كروم), né le 24 juillet 1995 à Tripoli (Libye), est un footballeur algérien qui évolue au poste de défenseur au MC Oran.

## Carrière
Ahmed Kerroum est formé à l'ASM Oran. Le 17 août 2020, il signe avec la JS Kabylie ou il reste deux saisons. Le 4 août 2022, il rejoint l'ASO Chlef où il reste deux saisons et demie. Le 31 janvier 2024, il revient dans la ville de ses origines dans le mercato hivernal pour signer au MC Oran.